# L'Histoire de ma femme
Pour plus de détails, voir Fiche technique et Distribution.
L'Histoire de ma femme (A feleségem története) est un film germano-italo-hongrois réalisé par Ildikó Enyedi, sorti en 2021.
Jakob est capitaine au long cours. Lors d'une traversée dans son cargo, il a du vague à l'âme. Une barre lui traverse le thorax et il s'en confie au cuistot du bord. Lequel lui conseille de prendre femme : lui en a deux. Ne le trompent-elles pas pendant ses longues traversées ? Non, sa mère les surveille. Et si elles sont des envies sexuelles ? Ben ça, c'est leur problème...
Le capitaine aurait bien envie d'avoir un fils : il lui parle au début de cette aventure et à la fin. Lors d'une escale dans un port et alors qu'il boit un pot avec un ami, il lui confie qu'i va se marier. Et avec qui ? Avec  la première femme qui en franchira le seuil. C’est alors qu’entre Lizzy. Il l'aborde et lui demande si elle veut l'épouser alors qu'un prétendant ouvre la porte du café. La suite est émaillée de sept épisodes disséquant les tribulations d'un candidat au mariage.
C'est l'adaptation du roman paru en 1942 de l'écrivain hongrois Milán Füst.

## Synopsis
Dans les années 1920, l'histoire d'amour de Jakob, capitaine au long cours néerlandais, et de Lizzy, une mondaine parisienne.

## Fiche technique
Sauf indication contraire, les informations mentionnées dans cette section peuvent être confirmées par la base de données cinématographiques IMDb,  présente dans la section « Liens externes ».
- Titre original : A feleségem története
- Titre français : L'Histoire de ma femme
- Réalisation : Ildikó Enyedi
- Scénario : Ildikó Enyedi, d'après le roman de Milán Füst
- Direction artistique : Beatrix Petõ
- Costumes : Andrea Flesch
- Photographie : Marcell Rév
- Musique : Ádám Balázs
- Société de distribution : Pyramide Distribution (France)
- Pays de production :  Allemagne,  Hongrie,  Italie,  France (participation)[3]
- Format : couleur — 35 mm[4] — 1,85:1
- Genre : Drame, romance et historique
- Dates de sortie :
  - France : 14 juillet 2021 (Festival de Cannes) ; 16 mars 2022 (sortie nationale)
  - Hongrie : 23 septembre 2021
  - Allemagne : 4 novembre 2021

## Distribution
- Léa Seydoux : Lizzy
- Gijs Naber : Jakob Störr
- Louis Garrel : Dedin
- Sergio Rubini : Kodor
- Jasmine Trinca : Viola
- Luna Wedler : Grete
- Romane Bohringer : madame Lagrange
- Josef Hoder: Herr Blume
- Ulrich Matthes : monsieur Lange, psychiatre
- Udo Samel : Herr Voss, inspecteur
- Sandor Funtek : Tommy
- Simone Coppo : Ridolfi

## Accueil

### Critique
Le film est plébiscité par la critique au moment de sa sortie. La prestation de l'actrice Léa Seydoux est notamment remarquée. Le Parisien parle de "l’un de ses plus beaux rôles dans ce grand film à l’ancienne". Pour 20 minutes, "le spectateur se laisse séduire tout autant que le héros par l’envie de percer à jour le secret de cette belle au passé mystérieux". La Voix du Nord résume sa pensée simplement : "classique, solide et finalement envoûtant". Bien "qu'excellent", La Croix trouve le film "trop empesé et trop étiré", rejoint sur ce point par une bonne partie de la critique presse, dont Le JDD et L'Obs qui trouve "injustifié" les près de 3 heures du film. Pour le magazine Première, le film "appartient à cette catégorie de films où l'on rentre pantoufles aux pieds par peur d'abîmer un parquet soigneusement ciré, son classicisme étouffant le récit sous les dorures de la reconstitution historique".
En France, le site Allociné recense une moyenne des critiques presse de 3,7/5 pour un consortium de 28 titres. Le site Rotten Tomatoes donne une moyenne de 22% de satisfaction, Metacritic donne une note de 40,.

### Box-office
Le film se place en 6e position du classement du box-office français des nouveautés le jour de leur sortie. Le drame romantique engrange 2 996 entrées, dont 832 en avant-première, pour 88 copies, faisant plus qu'Entre les vagues (2 702) mais moins que Trois fois rien (5 022). Il se terminera avec 39 824 spectateurs en France.

## Distinction

### Sélection
- Festival de Cannes 2021 : en compétition officielle